# Schumacher (film)
Pour les articles homonymes, voir Schumacher.
Pour plus de détails, voir Fiche technique et Distribution.
Schumacher est un film documentaire biographique allemand sur le pilote automobile allemand Michael Schumacher, coréalisé par Hanns-Bruno Kammertöns, Vanessa Nöcker et Michael Wech. Il est sorti le 15 septembre 2021 sur Netflix, trente ans après les débuts en Formule 1 du septuple champion du monde.

## Production
Schumacher est produit en coopération avec la famille de Michael Schumacher, utilisant ainsi des archives familiales privées auxquelles s’ajoutent des images d'archives de Grands Prix et des interviews,.
Le film comprend des interviews avec les proches du pilote (son épouse, Corinna, son père Rolf, son frère Ralf, ses enfants Gina-Maria et Mick et ses managers Willi Weber et Sabine Kehm). D'autres entretiens avec des personnalités de la Formule 1 rythment le documentaire (Jean Todt, Bernie Ecclestone, Sebastian Vettel, Mika Häkkinen, Damon Hill, David Coulthard et Flavio Briatore).

## Synopsis
Le film raconte le parcours de Michael Schumacher, du karting à la Formule 1, s'attardant notamment sur le Schumacher des années 90, privilégié à la phase de domination du pilote et de la Scuderia Ferrari de 2000 à 2004,. 
Il révèle que Schumacher a couru avec des pneus récupérés au début de sa carrière en karting, a souffert d'insomnie après la mort d'Ayrton Senna et a envisagé de faire du parachutisme à Dubaï au lieu de skier à Méribel où il a été victime d'un grave accident.
Son épouse, Corinna Schumacher, y dit notamment : « Je n'ai pas accusé Dieu pour ce qui s'est passé. C'est toujours terrible de se dire pourquoi nous ? Pourquoi Michael ? Mais pourquoi ça arrive aussi aux autres ? Il me manque tous les jours. Mais il est là. Il est différent, mais il est là, et ça nous donne de la force. On est ensemble, on vit ensemble à la maison. Il suit des traitements. On fait tout pour améliorer son état et lui faire sentir notre famille, notre lien. »
Son fils Mick Schumacher qui était à ses côtés sur les pistes de Méribel au moment de son accident et était alors âgé de treize ans, regrette de ne pas pouvoir partager son expérience avec son père maintenant qu'il est devenu un pilote de Formule 1 : « Je crois que Papa et moi, on se comprendrait différemment aujourd'hui, tout simplement parce qu'on parle le même langage, celui du sport automobile. On aurait beaucoup à se dire, et ce serait super si c'était le cas. Je serai prêt à renoncer à tout pour ça, oui. »

## Fiche technique
- Titre original : Schumacher
- Titre français : Schumacher
- Réalisation : Hanns-Bruno Kammertöns, Vanessa Nöcker et Michael Wech
- Musique : Christian Wilckens et Peter Hinderthür
- Production : Vanessa Nöcker et Benjamin Seikel
- Société de production : B14 Film
- Société de distribution : Netflix
- Pays d’origine :  Allemagne
- Langues originales : allemand et anglais
- Genre cinématographique : documentaire
- Durée : 112 minutes
- Date de sortie :
  - Netflix : 15 septembre 2021

## Accueil
Le film a une note de 7,6 sur Internet Movie Database et de 55% sur Rotten Tomatoes. Le Parisien est mitigé, parlant d'« un documentaire frustrant qui contentera les fans ».